# Nizatidin
Nizatidin je histaminski antagonist H2 receptora koji inhibira produkciju želudačne kiseline, i često se koristi za tretiranje želudačnih čireva i gastroezofagealne refluksne bolesti. Ovaj lek je razvila kompanija Eli Lili. U prodaji je pod imenima Tazak i Aksid.

## Klinička upotreba
Pojedini preparati nizatidina su dostupni na slobodno u raznim zemljama. Nizatidina je eksperimentalno korišćen za kontrolu dodatne telesne težine stečene upotrebom pojedinih antipsihotičkih lekova.

## Spoljašnje veze
- Nizatidin
- Aksid oralni rastvor

|  | Molimo Vas, obratite pažnju na važno upozorenje u vezi sa temama iz oblasti medicine (zdravlja). |